# مقاطعة سوكورو (نيومكسيكو)
مقاطعة سوكورو (بالإنجليزية: Socorro County)‏ هي إحدى مقاطعات ولاية نيومكسيكو في الولايات المتحدة الأمريكية.

## معرض صور

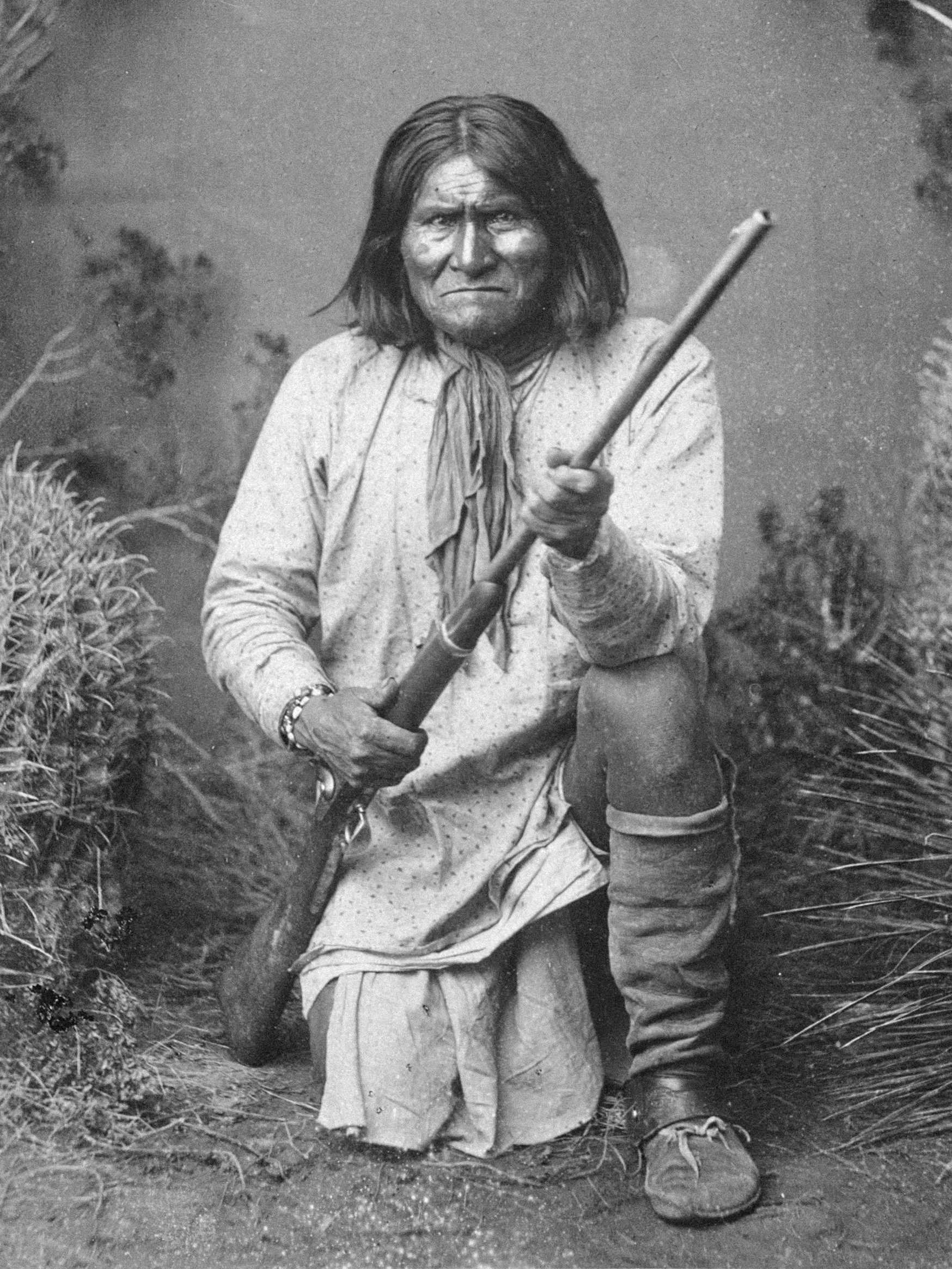
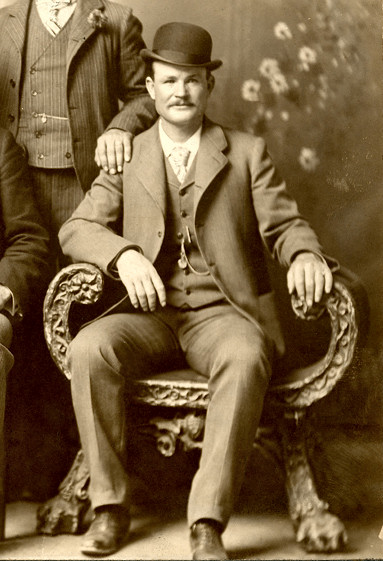
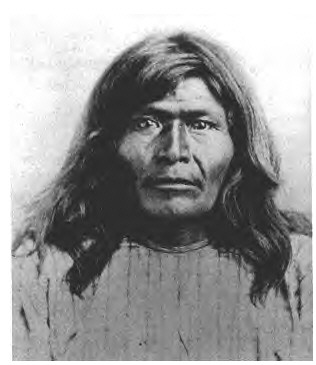
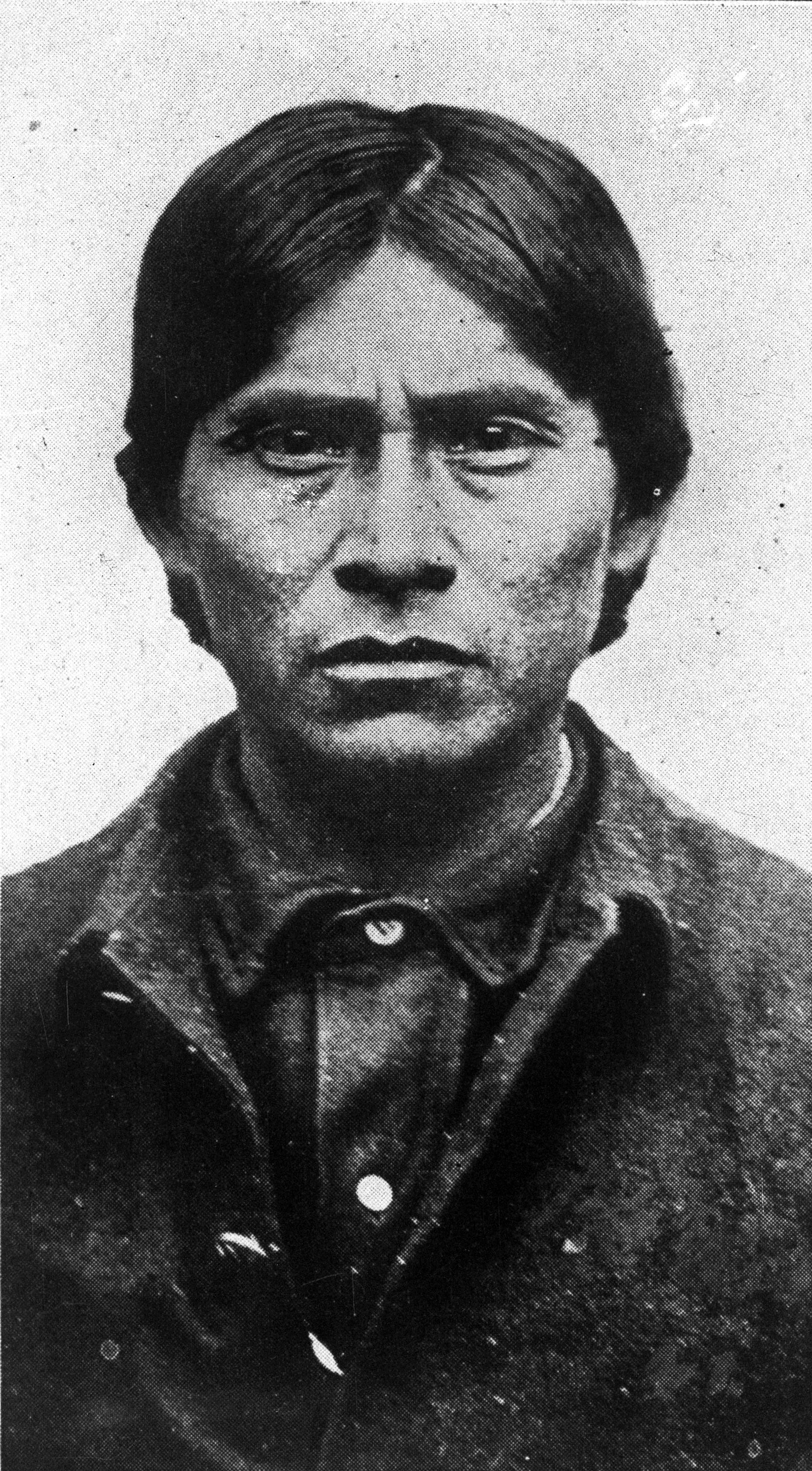